# Genyatremus luteus
Genyatremus luteus är en fiskart som först beskrevs av Bloch, 1790.  Genyatremus luteus ingår i släktet Genyatremus och familjen Haemulidae. Inga underarter finns listade i Catalogue of Life.